# مجموعة ألفا

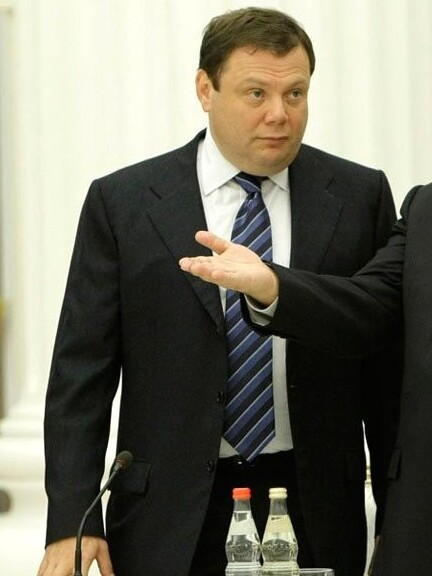
ميخائيل ماراتوڤيتش فريدمان مؤسس ومالك مجموعة ألفا

مجموعة ألفا كونسورتيوم (الروسية: Консорциум «Альфа-Групп) وهي واحدة من أكبر المجموعات الاستثمارية الروسية المملوكة للقطاع الخاص، والتي لها مصالح في النفط والغاز، والخدمات المصرفية التجارية والاستثمارية، وإدارة الأصول، والتأمين، وتجارة التجزئة، والاتصالات، ومرافق المياه وغيرها من الاستثمارات. وتضم مجموعة ألفا العديد من الشركات وهي: شركة ألفا بنك، وشركة تي إن كي-بي بي، وشركة فيمبلكوم، ومجموعة التجزئة X5، ومجموعة A1، وألفا لإدارة رأس المال، ومجموعة ألفاستاركوفاني، ومجموعة روزفودوكانال.[بحاجة لمصدر]
ولقد تأسست هذه المجموعة في عام 1989 كما تأسست مجموعة ألفا للبيئة من قبل ميخائيل ماراتوڤيتش فريدمان، وهو واحد من قادة الأعمال ذوي النفوذ الاقتصادي في روسيا خلال فترة رئاسة يلتسين وهو واحد من القلة الروس الذين دخلوا في شراكة مع جيرمان خان، وأليكسي كازميشف والعديد من الشركاء الآخرين من أجل إنشاء هذه الشركة.[بحاجة لمصدر]
ويقع مقرها الرئيسي في مدينة موسكو، كشركة قابضة، وفي السنة المالية المنتهية في ديسمبر 2010 كانت لمجموعة ألفا أصول إجمالية قدرها 59.900 مليون دولار، ويبلغ إجمالي حقوق المساهمين فيها من الولايات المتحدة 21.790 مليون دولار ويبلغ مقدار الربح للسنة المالية من الولايات المتحدة 2.810 مليون دولار. ولقد سجلت العائد على حقوق المساهمين 13.4٪.[بحاجة لمصدر]
وفي أبريل 2012، باعت شركة ألتيمو كامل حصتها المتمثلة في 25.1٪ في ميغافون لمستثمر من القطاع الخاص وميغافون بمبلغ 5.2 $ مليار دولار.
وفي مارس 2015 قامت بزيادة مشاركتها في تركسل من 13,76 نقطة لتصل 26,98 %  وفي مارس 2016 أعلنت شركة ألفا تيليكوم عن بيعها لحصتها في تركسل المتمثلة في 13,22 % لصالح بنك كيكورفا ب 2,7 مليار دولار.

## هيكل الملكية والمشاريع المشتركة
تمتلك شركة ألفا مجموعة من حصص ملكية المشاريع الاستثمارية في الشركات التالية:
- مجموعة ألفا المصرفية، التي تضم (ألفا بنك روسيا)، وهي المملوكة بالكامل من المصرف التجاري والاستثماري وهي واحدة من أكبر المصارف الخاصة في روسيا، وشركة ألفا بنك في أوكرانيا، وهي واحدة من أكبر عشرة مصارف في أوكرانيا وكذلك أحد المصارف في هولندا مثل (البنك التجاري في أمستردام)، وفي روسيا البيضاء وكازاخستان وكذلك الشركات التابعة المالية في قبرص، والمملكة المتحدة والولايات المتحدة.
- مجموعة ألفاستاركوفاني، وهي واحدة من أكبر شركات التأمين الروسية مع مجموعة متنوعة من المنتجات التجارية والتأمين والتجزئة الشاملة.
- مجموعة التجزئة X5 ولقد كانت سابقا أكبر مشغل لبيع الأغذية بالتجزئة في روسيا من حيث المبيعات. وتعمل بياتيروتشكا، كواحدة من أكبر شركات تجار التجزئة وخصم البقالة في روسيا من حيث المبيعات. بياتيروتشكا، والتي تدير سلسلة من الأسواق المركزية الرائدة في روسيا. كوبياكا، وهي إحدى الشركات الرائدة في خصم البقالة والتجزئة. كاروسيل، وهي واحدة من أكبر سلاسل الهايبر ماركت في روسيا. والمدرجة في بورصة لندن تحت الرمز الخامس. وتمتلك مجموعة ألفا 47.86٪ من الشركة، 19.85٪ من الأسهم حيث تنتمي إلى مؤسسي بياتيروتشكا.
- شركة تي إن كي-بي بي، وهي واحدة من أكبر عشرة شركات نفط مملوكة للقطاع الخاص في العالم من حيث إنتاج النفط الخام. وقد تأسست الشركة في عام 2003 نتيجة لاندماج شركة (بريتيش بتروليوم) لمنتجات النفط والغاز الروسية ومنتجات النفط والغاز من مجموعة ألفا، وصناعات الوصول ومجموعة رينوفا (AAR)[5] و BP وAAR وتمتلك كل من 50٪ من شركة TNK-BP. في عام 2013، وقد حصلت الشركة من قبل شركة روسنفت.[6]
- شركة فيمبلكوم، وهي واحدة من أكبر المجموعات في العالم لمشغلي خدمات الاتصالات المتكاملة. المدرجة في بورصة نيويورك تحت اسم رمز VIP. ألفا خلال ألتيمو وتملك 24.998٪ منها، وشركة الاتصالات تلينور تمتلك 25.007٪ من الأسهم، وحصة 29.626٪ هي مملوكة من ويذر انفستمنتس من عائلة ساويرس النرويجي.
- شركة تركسل، في تركيا أكبر مشغل للهاتف المحمول، وتسيطر مجموعة ألفا على حصة٪ 13.22 في الشركة مع شركة الاتصالات تيلياسونيرا السويدية.
- مجموعة روزفودوكانال، وهي شركة مشغل خاص ورائدة مرافق المياه في روسيا ورابطة الدول المستقلة.
- مجموعة A1، وهي شركة استثمار ألفا للبيئة، المملوكة بالكامل من الاستثمارات الخاصة.
- مجموعة ليتر ون، وهي الذراع الاستثماري المتخصص في الطاقة والتكنولوجيا والملكية الخاصة.[7]
- ألفا كابيتال مانجمنت، وهي شركة لإدارة الأصول، والتي تقدم خدماتها للعملاء المستثمرين من المؤسسات والأفراد الروس بالإضافة إلى غيرهم من مستثمرين أجانب.

وتعاني شركة ألفا عددا من النزاعات والمنافسات الاستثمارية الحالية فيما يتعلق بملكية ألفا من مختلف المخاطر في شركات الاتصالات. حيث تشارك مجموعة ألفا في منافسة ونزاع تجاري مع الشركة النرويجية للهاتف المحمول تلينور للسيطرة على الشركة الروسية فيمبلكوم

## النزاعات القانونية
قبل حوالي 10 سنوات، خاضت مجموعة ألفا معركة قانونية مع الشركاء التجاريين من كندا (نوريكس)، بريطانيا العظمى (BP)، السويد (تيلياسونيرا)، النرويج (تيلينور) الذي بدأ النزاع معها عام 2001  وفي نفس السياق حدث نزاع بين فاريميكس وتيلينور مما أثار جدلا واسعا بين المحللين ككريستوفر جران والوزراء وذلك عندما قام وزير الخارجية يوناس غار ستوره بزيارة نظيره الروسي «سيرجي» لافروف في موسكو في 24 مارس 2009، قال أن الصراع بين ألفا وتيلينور تكاد تصبح القضية الأساسية ورولاند ناش، رئيس الأبحاث والعديد واعتبروه خطرا يهدد الاقتصاد الروسي والمصداقية وذلك بعد طلب فاريمكس من تيلينور تعويضا بقيمة 5.7 مليار دولار لرفضها اعطاءها الموافقة لشراء يو أس آر والدخول في الأسواق الأكرانية حيث أن نائب الرئيس التنفيذي لتيلينور يان ادفارد قال مرارا أن تبادل الأسهم في فيمبلكوم وكايفاستر بين تيلينور ومجموعة «ألفا» هو أحد الخيارات المتاحة، ولكن من الصعب تحقيقه عمليا وفي أوائل أكتوبر 2009 قامتا بالدخول في عدة مفاوضات من أجل إيجاد حل لهذه الصراعات وفعلا تم الوصول لاتفاق يقضي بإنشاء شركة مشتركة بين الطرفين تدعى فمبل كوم أل تي دي ، هناك أيضا نزاعات مع تركيا واندونيسيا، حيث قام رئيس المجلس الاحتياطي الاتحادي التنفيذي بول فولكر باتهام مجموعة ألفا بالتجاوز على القانون الدولي لانتهاكها لعقوبات الامم المتحدة ضد العراق أثناء حكم الرئيس صدام حسين، والضغوط التي تمارس ضد KPMG خلال تحقيقاتها من شركة برمودا وهي شركة روسية مسجلة.

## النزاع مع شركة تلياسونيرا

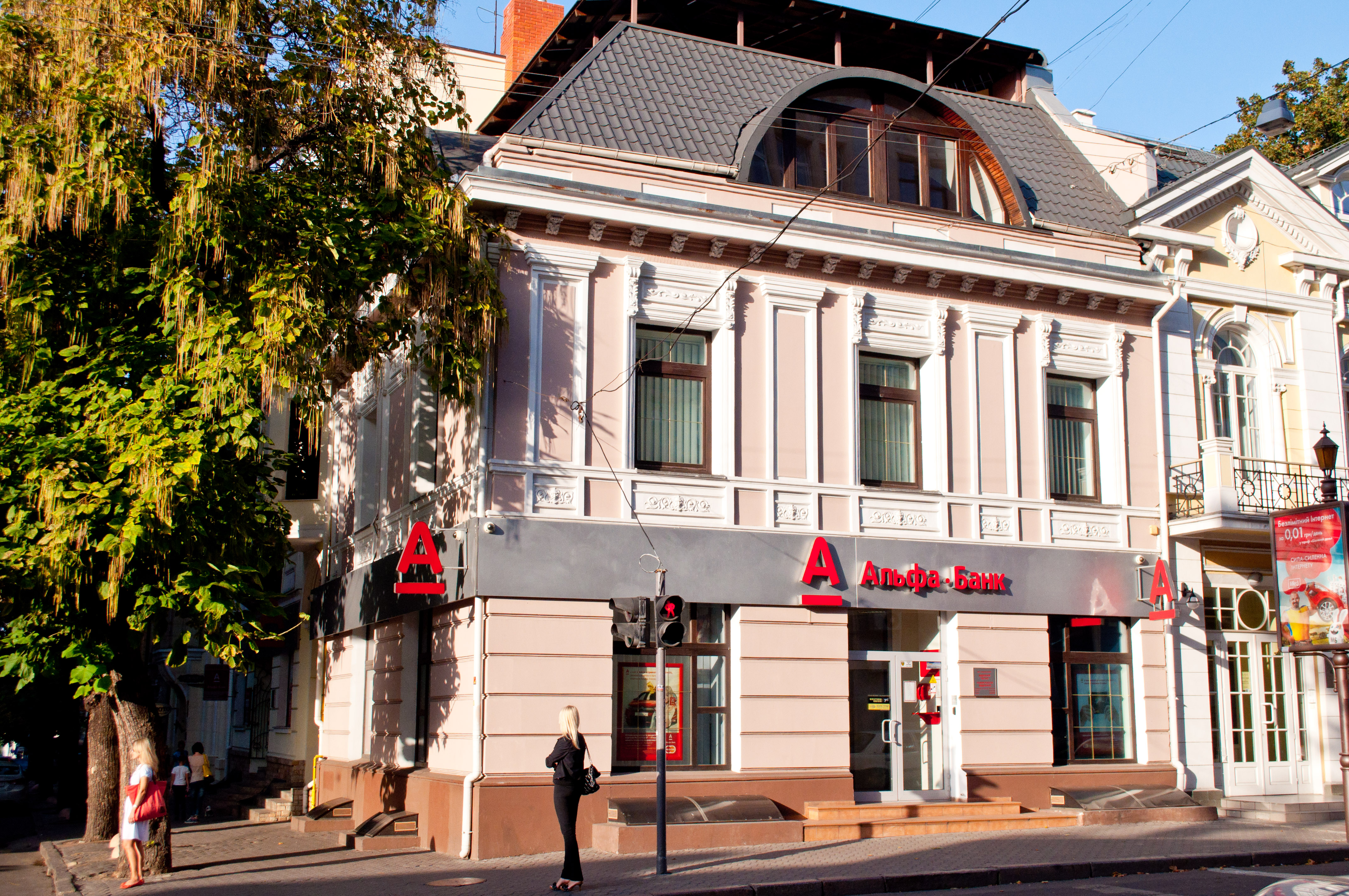
ألفا بنك أحد الشركات التابعة لمجموعة ألفا

مجموعة " ألفا - الفنلندية والسويدية تلياسونيرا الخاصة بالاشتراك مع شركة تركسل التركية لتشغيل الهاتف المحمول، ومشغل الهاتف المحمول ميغافون الروسي، في تركيا، وكانت شركة تلياسونيرا قد اكتسبت 47% من أسهم شركة تركسل القابضة، والتي تسيطر على 51 % من تركسل. وهي شريك تيليا وكانت شركة كوكوروفا التركية، وشركة تلياسونيرا قد اتفقتا على اتفاق المساهمين في 2005 ، وبذلك حرمت كوكوروفا من الحق في بيع أسهم شركة تركسل دون موافقة مسبقة من شركة تلياسونيرا، ومع أن للشركة الأخيرة حق الأولوية في نهاية المطاف إلى شراء الأسهم من كوكوروفا. قامت كوكوروفا ببيع حصصها إلى مجموعة "ألفا" في تلك السنة نفسها. ومن خلال هذه الصفقة المقدرة ب 3.5 مليار دولار أمريكي، أصبحت شركة "ألفا" تمارس سيطرتها على شركة تركسل من طرف مجلس الإدارة من الربع الأول من عام 2006. وفي كانون الثاني/يناير 2007، أصدرت محكمة الاستئناف في جنيف بسويسرا حكمها بأن كوكوروفا قد تنتهك اتفاق المساهمين من خلال بيع حصصها إلى مجموعة "ألفا". فطلبت المحكمة من كوكوروفا بالقيام بتحويل الأسهم وإعادة بيعها إلى شركة تلياسونيرا. بينما محكمة الاستئناف في فيينا بالنمسا قد أكدت أن هذا الحكم الصادر في 7 آذار/مارس 2008، وتم استئناف الطلب إلى الدخول في مفاوضات مع مجموعة "ألفا" في نقل الأسهم، ولكن بدون نتائج عملية. وفي 7 آب/أغسطس 2009 وبغرفة التجارة الدولية أصدرت جائزة كوكوروفا مشيرة إلى أن تسلم جميع الأسهم المتبقية في عقد تركسل إلى شركة تلياسونيرا 

## النزاع مع نوركس و BP
إن مجموعة ألفا لديها بعض النزاعات القانونية مع شركة BP والتي يعود تاريخها إلى عام 1991، وذلك عندما مثلت شركة النفط الكندية نوريكس (وهو مشروع مشترك في صناعة النفط في سيبيريا أنشيء حديثا)، والشركة الروسية-الكندية العاملة الهامشية تشيرنوجور-حقول النفط القريبة من أوكروغ خانتي-مانسيجسك.
ومع الشركة الروسية تشيرنوجورنيفت، أبرمت الشركة الكندية ملكية %60 في يوجرانيفت المشتركة. وفي وقت لاحق نوركس زادت لها مصلحة تتمثل في 97,64 %، وفي أيلول/سبتمبر 1998 قدمت شركة تشيرنوجورنيفت على الإفلاس قبل شركة تيومن للنفط (تي أن كيه). وبتحكيم محكمة من أوكروغ خانتي-مانسينسك فقد أعلنت تعيين رئيس تنفيذي جديد لشركة تشيرنيجورنيفت، مع خلفية من مجموعة ألفا. وصاحب تشيرنوجورنيفت الرئيسي هو شركة البترول البريطانية (BP)، عن طريق الشركة القابضة سيدانكو. تي أن كيه التي سيطرت على أكثر من 60 ٪ من الديون في تشيرنوجورنيفت، وتم تخفيض ديون الولايات المتحدة المتمثل في مبلغ 35 مليون، ولقد عقد بالمصرف للولايات المتحدة مبلغ 9 مليون، عن طريق محكمة التحكيم أوكروغ خانتي-مانسيجسك في 30 يوليو 1999. وبالتالي تسيطر تي أن كيه على 60٪ من مطالبات الديون، ووفقا لنوركس فمجموعة ألفا استولت على مبيعات النفط في تشيرنوجورنيفت بسعر أقل من أسعار السوق. ورفض الإنتاجة في البيع قسري شركة سيدانكو (BP) من المشاركة في المزادات، ومقدمي العروض المتبقية كانت مقيدة قانونياً من تقديم أكثر من الولايات المتحدة مبلغ 200 مليون تشيرنيجورنيفت—مجرد خمس قيمته المفترضة. في 26 نوفمبر 1999، تولي تي أن كيه كل من تشيرنوروجنيفت للولايات المتحدة مبلغ 172 مليون. رسائل احتجاج من رئيس الوزراء البريطاني توني بلير للرئيس فلاديمير بوتين ساعد قليلاً، وتم بيع الشركة المملوكة لشركة بريتيش بتروليوم قانونا قسراً إلى تي أن كيه أقل من سعر السوق. تي أن كيه حصلت كذلك على موافقة من محكمة التحكيم أوكروغ خانتي-مانسيجسك السيطرة على المخاطر في تشيرنوجورنيفت في اثنين من المشاريع المشتركة، وعلى الرغم من احتجاجات من جانب الشركاء في المشروع نوركس والبترول أوكسيدينتال. فشركة BP حاربت لعدة سنوات لأجل إسترداد ملكيتها الصحيحة في تشيرنوجورنيفت، وفي آب/أغسطس 2001 حصلت على الموافقة القانونية الأولى لاسترداد الملكية.
في عام 2000، بدأت شركة تي أن كيه وفقاً لنوركس، بتقويض النفط النقل يوجرانيفت من خلال نظام خطوط الأنابيب شبه الاحتكارية الوطنية ترانسنفت. وفي 11 نيسان/أبريل و26 يونيو 2001، حصلت تي أن كيه مرة أخرى على انتصارين قانونيين في محكمة التحكيم أوكروغ خانتي-مانسيجسك، أولاً عن طريق عكس اللائحة السابقة فيما يتعلق بالعاصمة تشيرنوجورنيفت للأوراق المالية في إطار المشروع المشترك، وبعد ذلك إلغاء صلاحيات التصويت في 497,142 الخروج من الأسهم 600,000 بنوركس. في التجمع السنوي الاستثنائي من يوجرانيفت في 28 حزيران/يونيو، نوركس انتخب مرشحا لمنصب الرئيس التنفيذي، لكن اليوم بعد الأمن التنفيذي تي أن كيه، وبدأ حراس مدججين بالأسلحة 20 في مكتب يوجرانيفت مع بروتوكول الجمعية السنوية الكاذبة، تثبيت السيد بيرمان ألف الرئيس التنفيذي لشركة يوجرانيفت. نور تطالب بتحقيق وإبطال ظلت عقيمة. نوركس رفعت القضية أمام المحكمة الفيدرالية الأمريكية في نيويورك في شباط/فبراير 2002، تطالب الولايات المتحدة مبلغ 1.5 مليار في الخلاص من تي إن كي-بي بي ومجموعة ألفا
وبعد مرور سنة قامت مجموعة ألفا وشركة بريتيش بتروليوم بدمج جميع مصالحها النفطية والغاز في مشروع مشترك مناصف، وعلى الرغم من الخسائر القانونية والمالية لشركة بريتيش بتروليوم في المنازعات مع يوجرانيفت منذ عام 1999. فإن المشروع الجديد يسيطر على حد سواء على شركة سيدانكو تي أن كيه من 11 فبراير 2003. الاندماج يعني ضمناً أن نوريكس يأتي خطر خسارة 97 في يوجرانيفت تحت سيطرة فريق ألفا وهناك نوريكس، وبالتالي رأي ممتلكاتهم تتضاءل ونقلها جزئيا لشركة بريتيش بتروليوم، وناشدت الحصول على نسخ وثائق BP أمام محكمة في الولايات المتحدة. وفي عام 2004 مكنت المحكمة الأميركية العليا نوريكس حق للاستئناف، ولكن على مستوى أدنى نزاع قانوني ذهب لسنوات، مع فقط انتصارات تدريجية لنوريكس.

## ارتباطات إلى الأزمة المالية الأيسلندية
يعتبر بنك ألفا الفرعي والمسجل في لوكسمبورغ ملكاً «للموجودات المالية لألفا».وقد دربت وثيقة للشركة تبين أن شببورج المحدودة كانت مساهماً من «الموجودات المالية لألفا» في تمويلها. وشببورج المحدودة هي شركة مسجلة في لوكسمبورغ ومجهولة والذي اشتُبه في كونها مراقبة للشركات الأيسلندية الهامة. وتم ذكر هذه النتيجة في عام 2005.

## وصلات خارجية
- الموقع الرسمي
- (بالإنجليزية) Alfa Group official website نسخة محفوظة 7 يونيو 2007 على موقع واي باك مشين.
- (بالروسية) Alfa Group official website
- TeliaSonera initiates legal action against Russian Alfa Group 28 نوفمبر 2005
- Western Operators Warned to Beware Altimo's Business Record 14 ديسمبر 2005
- Shareholder dispute could drive Kyivstar into technical default 11 أبريل 2007
- Telenor steps up fight on Altimo 'propaganda' نسخة محفوظة 30 سبتمبر 2007 على موقع واي باك مشين. 30 مارس 2007
- BP, Russian billionaires, and the Kremlin: a Power Triangle that never was 23 نوفمبر 2011